# Sebastián Diana
Sebastián Roberto Diana Suárez (Montevideo, Uruguay, 2 de agosto de 1990) es un futbolista uruguayo. Juega como defensa y su equipo es el Club Deportivo Miramar Misiones de la Primera División de Uruguay.

## Trayectoria

### Danubio Fútbol Club
Sebastián Diana Suárez inició deportivamente en la división menor sub-19 del Danubio Fútbol Club en el año 2010. Más tarde fue ascendido al primer equipo y disputó 12 encuentros en total del torneo de apertura y clausura.

### Centro Cultural y Deportivo El Tanque Sisley
A partir de la temporada 2011/12, Sebastián fue cedido en condición de préstamo a El Tanque Sisley, en el cual únicamente participó en 4 juegos. Al finalizar el préstamo, regresó al Danubio.

### Unión Temuco y Club de Deportes Temuco
Diana dio el salto a Chile y comenzó a jugar en la Segunda división, donde debutó primero con la Unión Temuco en la temporada 2012/13, sin embargo, el equipo se disolvió. Luego se unió a Club de Deportes Temuco desde 2013 hasta 2015. Convirtió un gol en Copa Chile por Unión Temuco.

### Club de Deportes Santiago Morning
En enero de 2015, Sebastián debutaría con el Santiago Morning, sin embargo, días después se confirmó el fichaje del Deportivo Saprissa de Costa Rica y por lo tanto, solo pudo jugar 2 partidos (180 minutos) con el equipo chileno.

### Deportivo Saprissa
El Gerente Deportivo del club y Director Técnico Jeaustin Campos trajo a las filas del Saprissa a Diana. Debutó el 8 de febrero, ingresando de cambio ante Belén, partido que quedó finalizado 1-2 a favor de los morados. Anotó oficialmente con el equipo tibaseño 3 días después, donde enfrentó a Pérez Zeledón, y haciéndolo por partida doble, ganándose la afición local por su gran juego. El 8 de marzo volvió a anotar para su club frente a Carmelita, tras un remate de cabeza, en la victoria 4-0. Durante la fase regular del torneo, participó durante 16 encuentros y el Saprissa clasificó de primer lugar en la tabla de posiciones. El 19 de mayo del presente año, Diana no renovó con el equipo, por lo que se desvincula con el mismo. Volvió a Uruguay en 2015-2016 y firmó un año con el Deportivo Torque.

### Club Atlético Torque
Volvió a Uruguay y firmó por un año con el club, donde fue titular todo los partidos de la temporada 2015-2016.

### Villa Teresa
Firma con el club (uruguayo) siendo convocado en todos los partidos disputados (temporada 2016/2017).

### Crucero del Norte
Firma con el club Argentino. Temporada 2017

### Club Almagro
Firma con el club Argentino. Temporada 2019 por motivos de pandemia, rescinde contrato en mayo de 2020.

### Club Racing club Montevideo
Firma con el club Uruguayo. temporada 2020-2022.
Siendo campeón del Torneo Competencia 2022 y campeón del torneo de segunda división obteniendo el ascenso a primera división del fútbol Uruguayo. Fue titular y capitán todos los partidos. obtuvo el premio AUF 2022 por mejor Zaguero Izquierdo del campeonato del Fútbol Uruguayo.
Club Atlético Fénix
Firma con el Club Urguayo. Temporada 2023.
Club Deportivo Maldonado SAD
Firma con el Club Uruguayo, Temporada 2024.
Club Deportivo Miramar Misiones SAD
Firma con el Club Uruguayo, Temporada 2025- actualmente.

## Clubes
| Danubio                         | Uruguay    | 2010-2011 |  |  |
| El Tanque Sisley (préstamo)     | Uruguay    | 2011-2012 |  |  |
| Unión Temuco                    | Chile      | 2012-2013 |  |  |
| Deportes Temuco                 | Chile      | 2013-2014 |  |  |
| Santiago Morning                | Chile      | 2015      |  |  |
| Deportivo Saprissa              | Costa Rica | 2015      |  |  |
| Torque                          | Uruguay    | 2015-2016 |  |  |
| Villa Teresa                    | Uruguay    | 2016-2017 |  |  |
| Crucero del Norte               | Argentina  | 2017-2019 |  |  |
| Club Almagro                    | Argentina  | 2019-2020 |  |  |
| Racing Club Montevideo          | Uruguay    | 2020-2022 |  |  |
| CA Fénix                        | Uruguay    | 2023      |  |  |
| Club Deportivo Maldonado        | Uruguay    | 2024      |  |  |
| Club Deportivo Miramar Misiones | Uruguay    | 2025-Act. |  |  |

### Campeonatos nacionales
| Título                       | Club        | País    | Año  |
| ---------------------------- | ----------- | ------- | ---- |
| Torneo Competencia           | Racing Club | Uruguay | 2022 |
| Segunda División Profesional | Racing Club | Uruguay | 2022 |